# Titularbistum Philadelphia in Lydia
Philadelphia in Lydia (ital.: Filadelfia di Lidia) ist ein Titularbistum der römisch-katholischen Kirche.
Es geht zurück auf einen untergegangenen Bischofssitz in der gleichnamigen antiken Stadt, die in der kleinasiatischen Landschaft Lydien im Westen der heutigen Türkei lag. Der Bischofssitz war der Kirchenprovinz Sardes zugeordnet. 
| Titularbischöfe von Philadelphia in Lydia |                                      |                                                     |                   |                   |
| Nr.                                       | Name                                 | Amt                                                 | von               | bis               |
| 1                                         | Martin Lyresius                      | Weihbischof in Eichstätt (Deutschland)              | 8. Januar 1603    | 28. Juni 1611     |
| 2                                         | Georg Christoph Rösch                | Weihbischof in Eichstätt (Deutschland)              | 16. Juli 1612     | 29. November 1634 |
| 3                                         | Francis Xavier Norbert Blanchet      | Apostolischer Vikar von Oregon-Territorium (USA)    | 1. Dezember 1843  | 7. Mai 1844       |
| 4                                         | Domenico Gaspare Lancia di Brolo OSB | Koadjutorbischof von Sapë (Albanien)                | 28. März 1878     | 24. März 1884     |
| 5                                         | Henrique José Reed da Silva          | Prälat von Mosambik (Mosambik)                      | 17. März 1884     | 14. März 1887     |
| 6                                         | Johannes Maria Assmann               | Militärbischof des preußischen Heeres (Deutschland) | 1. Juni 1888      | 27. Mai 1903      |
| 7                                         | Aristide Cavallari                   | Weihbischof in Venedig (Italien)                    | 22. August 1903   | 13. März 1904     |
| 8                                         | William Giles                        | Rektor des Päpstlichen Englischen Kolleg            | 25. Juli 1904     | 28. Juli 1913     |
| 9                                         | Domenico Pasi                        | Weihbischof in Comacchio (Italien)                  | 9. September 1913 | 15. Dezember 1919 |
| 10                                        | Francis Vazhapilly                   | Apostolischer Vikar von Trichur (Indien)            | 5. April 1921     | 21. Dezember 1923 |
| 11                                        | Luigi Mazzini                        | emeritierter Bischof von Anagni (Italien)           | 24. Juni 1926     | 13. Dezember 1950 |
| 12                                        | Pietro Zuccarino                     | Koadjutorbischof von Bobbio-San Colombano (Italien) | 5. Januar 1951    | 29. November 1953 |
| 13                                        | João de Deus Ramalho SJ              | emeritierter Bischof von Macau (Macau)              | 10. Januar 1954   | 25. Februar 1958  |
| 14                                        | Domenico Pasi                        | Weihbischof in Sucre (Bolivien)                     | 23. Mai 1958      | 26. November 1970 |